# Russell Hoult
Russell Hoult (* 22. November 1972 in Ashby-de-la-Zouch) ist ein ehemaliger englischer Fußballtorwart. Er war vor allem für seine Zeit als Stammkeeper von Derby County und West Bromwich Albion in der Premier League bekannt und stieg mit den beiden Klubs insgesamt dreimal in die höchste englische Spielklasse auf.

## Sportlicher Werdegang

### Aktive Torhüterlaufbahn

#### Beginn in Leicester
Hoult wurde in der Kleinstadt Ashby-de-la-Zouch in der Grafschaft Leicestershire geboren und begann seine Torhüterkarriere bei dem beheimateten Profiklub Leicester City. Nach dem Sprung in die Profiabteilung der „Foxes“ im März 1991 kam er jedoch zunächst nur in der Reservemannschaft zum Einsatz und wurde stattdessen in der Saison 1991/92 an den Viertligisten Lincoln City ausgeliehen. Zum Ende derselben Spielzeit wurde er an den Ligakonkurrenten FC Blackpool erneut leihweise abgegeben, kam dort jedoch nicht zum Zuge und hatte demnach keinen Anteil daran, dass Blackpool letztlich über die Playoffs in die Drittklassigkeit aufstiegen. Nach seiner Rückkehr nach Leicester debütierte Hoult dort am 13. September 1992 in der zweiten Liga beim torlosen Remis gegen die Wolverhampton Wanderers. Insgesamt bestritt er zehn Zweitligapartien in dieser Saison, bevor er bis in die folgende Spielzeit 1993/94 hinein komplett außen vor blieb. Nach Stippvisiten bei den Amateurklubs Cheltenham Town und Kettering Town half er dann ab November 1993 beim First-Division-Konkurrenten Bolton Wanderers aus. Es folgten bis zum Ende der Saison 1994/95 weitere Leihgeschäfte mit (erneut) dem Viertligisten Lincoln City und ab Februar 1995 dem Zweitligisten Derby County. Bei den zuletzt genannten „Rams“ wusste er mit bei seinen 15 Ligaauftritten derart zu gefallen, dass er für die Ablösesumme von 200.000 Pfund fest von Leicester nach Derbyshire wechselte.

#### Durchbruch bei Derby County
In den gut fünf Jahren bei Derby County etablierte er sich zunächst als neuer Stammtorhüter und verhalf dem Klub in der Saison 1995/96 mit 41 Ligaauftritten zum Gewinn der Zweitliga-Vizemeisterschaft und damit zum Aufstieg in die Premier League. Auch dort blieb er in seinem ersten Premier-League-Jahr zunächst die „Nummer 1“, bevor er nach der Verpflichtung des estnischen Nationaltorwarts Mart Poom in der Hackordnung zurückfiel. Er blieb dem Klub bis Januar 2000 treu, bevor er zunächst an den Zweitligisten FC Portsmouth ausgeliehen wurde und zwei Monate später fix für 450.000 Pfund in Portsmouth anheuerte. Kurz nach dem Jahreswechsel 2000/01 zog er bereits weiter in Richtung von West Bromwich Albion. „WBA“ zählte unter Trainer Gary Megson zu den ambitionierten Anwärtern für einen Aufstieg in die Premier League und investierte 450.000 Pfund für Hoult, der als „Spätentwickler“ sogar zeitweise als Kandidat für die englische Nationalmannschaft und Nachfolger für den alternden David Seaman gehandelt wurde.

#### West Bromwich Albion
Hoult war Schlüsselspieler von „West Brom“ in der Aufstiegssaison 2001/02, setzte einen neuen Vereinsrekord für die Anzahl von Spielen ohne Gegentor und wurde in die „Mannschaft des Jahres“ (PFA Team of the Year) nominiert. Persönliches Highlight war dazu am 15. September 2001 sein in letzter Minute gehaltener Elfmeter gegen Marcus Gayle, der den 2:1-Sieg beim FC Watford sicherstellte. Als Stammtorwart in der Premier League wurde weiter über eine mögliche Berufung in die englische Nationalmannschaft spekuliert und er befand sich unter Beobachtung von Englands Trainer Sven-Göran Eriksson. Letztlich erfüllten sich Hoults diesbezügliche Träume aber nicht und nachdem er auch in Saison 2002/03 einen Elfmeter gegen Dion Dublin von Aston Villa (0:0) gehalten hatte, stiegen die „Baggies“ als Vorletzter wieder in die Zweitklassigkeit ab. Hoult blieb in der Saison 2003/04 weiter fester Bestandteil der Mannschaft, der auf Anhieb die Rückkehr in die Premier League gelang. Unter diesem Eindruck zählte er im Jahr anlässlich der 125-Jahr-Feier des Vereins zu den „besten 16 Spielern in der Klubgeschichte“. Ebenfalls als Erfolg wurde daraufhin der Klassenerhalt in der Premier League in der Saison 2004/05 gefeiert, in der Hoult nur 2 von 38 Partien verpasste. Zu Beginn der anschließenden Spielzeit 2005/06 verlor er aufgrund einer Leistenverletzung seinen Stammplatz an Chris Kirkland, den Trainer Bryan Robson für ein Jahr vom FC Liverpool ausgeliehen hatte. Im September 2005 wurde Hoult an den Drittligisten Nottingham Forest ausgeliehen, aber bereits im folgenden Monat wieder zurückbeordert, da Kirkland sich an den Rippen verletzt hatte. Nach dem erneuten Premier-League-Abstieg 1996 und Kirklands Rückkehr nach Liverpool, teilten sich Hoult und der neu verpflichtete Schweizer Pascal Zuberbühler die Torwartrolle, bevor schwerwiegende Presseberichte in Bezug auf Hoults Fehlverhalten im Privatleben Ende Januar 2007 für seine Entlassung sorgten.

#### Karriereausklang
Er schloss sich daraufhin dem Zweitligisten Stoke City an und debütierte am 14. August 2007 im Ligapokal auswärts beim AFC Rochdale. Die Partie ging ins Elfmeterschießen, das Stoke mit Hoult zwischen den Pfosten verlor. Auch sein Ligadebüt für Stoke verlief unglücklich, als er Ende Dezember 2007 beim Spiel gegen Plymouth Argyle (2:2) die rote Karte kassierte.
Im Februar 2008 wechselte Hoult bis zum Ende der Saison 2007/08 zum Viertligisten Notts County, nachdem sich dort Kevin Pilkington verletzt hatte. Im Kampf gegen den Abstieg wirkten sich Hoults Leistungen stabilisierend auf die Abwehr von Notts County aus und bei seinen 14 Ligaeinsätzen blieb er sieben Mal ohne Gegentor. Während Stoke zeitgleich den Premier-League-Aufstieg sichergestellt hatte, kehrte Hoult zu Beginn der Saison 2008/09 zu Notts County zurück und unterschrieb dort einen Zweijahresvertrag. Im folgenden Jahr absolvierte er drei Partien zu Beginn der Spielzeit 2009/10, bevor er durch den neu verpflichteten Kasper Schmeichel ersetzt wurde. Bereits Mitte September 2009 wurde er für einen Monat an den FC Darlington unter Trainer Colin Todd ausgeliehen, der primär mit dieser Personalie den Druck auf Darlingtons Stammkeeper David Knight erhöhen wollte. Im Verlauf von Hoults Leihphase wurde Todd entlassen und in der Folge wurde er von Notts County zurückberufen. Im Mai 2010 wurde Hoult gemeinsam mit sieben anderen Spielern von Notts County freigestellt.

### Nach der aktiven Profikarriere
Im August 2010 wurde Hoult Torhütertrainer bei Hereford United. Schon im Oktober 2010 wurde er nach der Entlassung von Cheftrainer Simon Davey zum Assistenten des Nachfolgers Jamie Pitman befördert. Im Februar 2011 ließ er sich erneut als Spieler registrieren, um somit als „Backup“ in Notfällen aushelfen zu können. Im März 2012 begann er ein Engagement beim Amateurklub Thringstone Miners Welfare, dem er sowohl als Spielertrainer als auch als Präsident diente.
Im Januar 2024 wurde bei Hoult eine chronische Lebererkrankung diagnostiziert.

## Titel/Auszeichnungen
- PFA Team of the Year (1): 2001/02 (2. Liga)